# Boeing Model 203
El Boeing Model 203 fue un entrenador biplano de tres plazas construido por Boeing a finales de los años 20 del siglo XX, y fue usado en la escuela de entrenamiento de la compañía. 

## Diseño y desarrollo
El 203 era un biplano de baja potencia, diseñado para competir contra otros aviones de entrenamiento estándares. Su cabina delantera acomodaba a dos pasajeros lado a lado, o a un estudiante con un segundo juego de controles. Su fuselaje era de tubería de acero soldada (el último avión de Boeing en ser construido así) y sus alas estaban construidas con largueros de madera sólida y costillas de contrachapado. Físicamente, recordaba a una combinación del Model 95 y del Model 100.
Inicialmente, fueron construidos cinco 203. El primero tenía un motor de 145 hp, y voló por primera vez el 1 de julio de 1929. El segundo avión fue equipado con un motor de 5 cilindros Wright J-6-5 de 165 hp. Voló por primera vez el 29 de agosto de 1929 y fue designado Model 203A. Los tres aviones finales tenían el motor original Axelson, repotenciado a 165 hp. Todos los aviones fueron entregados a la Boeing School of Aeronautics en Oakland (California), y todos fueron convertidos finalmente en 203A.
Tras años de servicio, las colas verticales de los 203A fueron rediseñadas para asemejarlas con las del Model 218. Fueron construidos dos aviones más en la Boeing School, uno en 1935 y otro en 1936.
En 1941, los dos nuevos 203 y un avión original fueron convertidos a 203B. Fue instalado un motor radial mayor Lycoming R-680 de 220 hp y 9 cilindros, y fue equipado con un más avanzado equipo de entrenamiento para ser usado por estudiantes más avanzados.
Cuando la Boeing School fue cerrada debido a la Segunda Guerra Mundial, los cuatro 203A fueron transferidos a la United Air Lines de Cheyenne (Wyoming); dos 203B fueron vendidos a propietarios privados, y el destino del 203B final se desconoce.

## Variantes
Model 203
Biplano de entrenamiento, cuatro construidos, convertidos a 203A.
Model 203A
Versión del 203 con motor Wright J-6-5, tres construidos, cuatro convertidos desde 203.
Model 203B
Versión con motor Lycoming R-680, tres convertidos desde 203A.

## Operadores
- Boeing School of Aeronautics
- United Air Lines

## Especificaciones
Referencia datos: Bowers, 1989, pg. 150

### Características generales
- Tripulación: Uno (piloto)
- Capacidad: Uno-dos pasajeros
- Longitud: 7,4 m (24,3 ft)
- Envergadura: 10,4 m (34 ft)
- Peso vacío: 860 kg (1895,5 lb)
- Peso cargado: 1190,7 kg (2624,3 lb)
- Planta motriz: 1× motor radial de siete cilindros refrigerado por aire Axelson.
  - Potencia: 123 kW (170 HP; 167 CV)

### Rendimiento
- Velocidad nunca excedida (Vne): 173,8 km/h (108 MPH; 94 kt)
- Velocidad crucero (Vc): 148,1 km/h (92 MPH; 80 kt)
- Alcance: 644 km (348 nmi; 400 mi)

## Aeronaves relacionadas

### Secuencias de designación
- Secuencia Numérica (interna de Boeing): ← 102 - 200 - 202 - 203 - 204 - 205 - 214 →